# Любови капец: архивные записи
«Любови капец: архивные записи 1992-1995 г.г.» — сборник группы «Ляпис Трубецкой», представляющий собой редкие и неизданные ранее записи группы.
Существует две версии альбома — «лицензионная» (с 4-х страничным вкладышем) и «фирменная» (с 8-ми страничным буклетом, тираж был отпечатан в Швеции на заводе DCM). Выпуск «упрощённого» варианта начался в связи с окончанием тиражирования «дорогого» шведского издания (причина — финансовый кризис в августе 1998).
Составители сборника допустили серьёзную ошибку, назвав его «Архивные записи 1992—1995», так как большинство записей сделано после 1995 года.
Судя по всему, наиболее ранней записью на сборнике является «Чотка нам у лесе», записанная примерно в 1994 году. К 1995 году относятся «Меланхолия», «Цыки-цык», «Лебёдушка». Остальные композиции записаны в 1996 году.

## Список композиций
1. Был в Керчи — 2:58
2. Серый — 4:50
3. Лебёдушка — 5:10
4. Чотка нам у лесе — 3:52
5. Любовь — 3:59
6. Цыки-цык — 2:48
7. Любови капец — 3:01
8. Не давай — 5:25
9. Меланхолия — 4:02
10. Ливни осенние — 5:26
11. Зеленоглазое такси — 2:49

## Участники
- Сергей Михалок — вокал, аккордеон
- Руслан Владыко — гитары, клавишные
- Валера Башков — бас-гитара (2, 5, 7, 8, 10, 11)
- Костя Горячий — клавишные
- Дима Свиридович — бас-гитара
- Олег Ладо — бас-гитара
- Павел Кузюкович — валторна
- Георгий Дрындин — труба
- Алексей Любавин — ударные, перкуссия
- Олег Воронов - звукорежиссер (студия Меццо-форте г.Минск)